# Elektrėnų savivaldybė
Elektrėnų savivaldybė är en kommun i Litauen.   Den ligger i länet Vilnius län, i den centrala delen av landet, 40 km väster om huvudstaden Vilnius. Antalet invånare är 24 236. Arean är 509 kvadratkilometer.
Terrängen i Elektrėnų savivaldybė är platt.